# Blijnegorodske
Blijnegorodske (en (ucraïnès): Ближньогородське) és un poble de la República Autònoma de Crimea a Ucraïna, que el 2014 tenia 584 habitants. Pertany al districte rural de Djankoi. Fins al 1945 la vila es deia Djankoi Nemetski.